# Pseudoarcheologie
Pseudoarcheologie – známá také jako alternativní archeologie, okrajová archeologie, fantastická archeologie, nebo kultovní archeologie – označuje interpretace minulosti mimo archeologickou vědeckou komunitu, které odmítají přijaté metody sběru dat a analytické metody této disciplíny. Tyto pseudovědecké interpretace zahrnují použití artefaktů, lokalit nebo materiálů k vytvoření vědecky nepodložených teorií, které doplňují tvrzení pseudoarcheologů. Mezi tyto metody patří zveličování důkazů, dramatické nebo romantizující závěry, používání klamů a falšování důkazů.
Neexistuje žádná jednotná pseudoarcheologická teorie nebo přístup, ale spíše mnoho různých výkladů minulosti, které jsou společně v rozporu s těmi, které vytvořila vědecká komunita. Patří mezi ně náboženské přístupy, jako je kreacionismus nebo „věda o stvoření“, které se vztahují k archeologii historických období, jako by byla Babylonská věž, Noemova archa a vyprávění o potopě v Genesis a údajný mýtus o celosvětové potopě. Některé pseudoarcheologické teorie se točí kolem myšlenky, že pravěkým a starověkým lidským společnostem pomáhal v jejich vývoji inteligentní mimozemský život, což je myšlenka, kterou propagují například italský autor Peter Kolosimo, francouzští autoři Louis Pauwels a Jacques Bergier v knize Jitro kouzelníků (1963) a švýcarský autor Erich von Däniken v knize Vzpomínky na budoucnost (1968). Jiní naopak zastávají názor, že ve starověku existovaly lidské společnosti, které byly značně technologicky vyspělé, jako například Atlantida, a tuto myšlenku propagují osobnosti jako Graham Hancock ve své knize Fingerprints of the Gods (1995). Pseudoarcheologie se projevila také ve fenoménu roku 2012.
Mnoho „alternativních“ archeologií bylo přijato náboženskými skupinami. Okrajové archeologické myšlenky, jako je archeokryptografie a pyramidologie, byly přijaty náboženstvími od britských izraelitů po teosofy. K dalším alternativním archeologiím patří ty, které přijali příslušníci New Age a současných pohanských věroučných systémů.
Akademičtí archeologové pseudoarcheologii ostře kritizovali, přičemž jeden z nejhlasitějších kritiků, John R. Cole, ji charakterizoval jako spoléhající se na „senzacechtivost, zneužívání logiky a důkazů, nepochopení vědecké metody a vnitřní rozpory ve svých argumentech“. Vztah mezi alternativní a akademickou archeologií někteří archeologové přirovnávali ke vztahu mezi teoriemi inteligentního designu a evoluční biologií.

## Etymologie
Pro tyto neakademické interpretace archeologie se používají různé termíny. V 80. letech 20. století používali termín „kultovní archeologie“ osobnosti jako John R. Cole (1980) a William H. Stiebing Jr. (1987). „Fantastická archeologie“ byla v 80. letech 20. století používána jako název vysokoškolského kurzu na Harvardově univerzitě, který vedl Stephen Williams, jenž vydal stejnojmennou knihu. V roce 2000 začali termín „alternativní archeologie“ místo toho používat akademici jako Tim Sebastion (2001), Robert J. Wallis (2003), Cornelius Holtorf (2006). a Gabriel Moshenska (2008), nicméně Garrett F. Fagan a Kenneth Feder (2006) tvrdili, že tento termín byl zvolen pouze proto, že „navozuje hřejivější, rozmazanější pocit“, který „apeluje na naše vyšší ideály a progresivní sklony“.Tvrdili, že mnohem vhodnější je termín „pseudoarcheologie“, který používají i další významní akademičtí a profesionální archeologové, například Colin Renfrew (2006).
Jiní akademičtí archeologové se rozhodli používat pro tyto interpretace jiné termíny. Glyn Daniel, redaktor časopisu Antiquity, použil hanlivý výraz „bullshit archaeology“ a podobně akademik William H. Stiebing Jr. poznamenal, že pro pseudoarcheologii se používají určité výrazy, které jsou slyšet „v soukromí domovů a kanceláří profesionálních archeologů, ale o kterých se ve slušné společnosti nesmí mluvit“.

## Charakteristika
William H. Stiebing Jr. tvrdil, že navzdory mnoha rozdílům existuje soubor základních charakteristik, které mají téměř všechny pseudoarcheologické interpretace společné. Domníval se, že díky tomu lze pseudoarcheologii klasifikovat jako „jednotný fenomén“. Dále identifikoval tři základní společné rysy pseudoarcheologických teorií:
- nevědeckou povahu její metody a důkazů
- historii poskytování „jednoduchých, kompaktních odpovědí na složité, obtížné otázky“
- tendenci prezentovat se jako pronásledovaná archeologickým establishmentem, doprovázenou ambivalentním vztahem k vědeckému étosu osvícenství[7]

Tuto myšlenku, že existují základní charakteristiky pseudoarcheologií, sdílejí i další akademici.

### Nedostatek vědecké metody
Akademičtí kritici poukazují na to, že pseudoarcheologové obvykle zanedbávají používání vědecké metody. Namísto testování důkazů, aby zjistili, jakým hypotézám odpovídají, pseudoarcheologové „tlačí“ archeologická data tak, aby odpovídala „oblíbenému závěru“, k němuž často dospěli na základě předtuchy, intuice nebo náboženských či nacionalistických dogmat. Různé pseudoarcheologické skupiny zastávají různé základní předpoklady, které jsou obvykle nevědecké: nacističtí pseudoarcheologové například přijali za základní předpoklad kulturní nadřazenost starověké árijské rasy, zatímco křesťanští fundamentalističtí pseudoarcheologové si představují stáří Země méně než 10 000 let a hinduističtí fundamentalističtí pseudoarcheologové věří, že druh Homo sapiens je mnohem starší než 200 000 let, které prokázali archeologové. Přesto mnozí ze zastánců pseudoarcheologie tvrdí, že ke svým závěrům dospěli pomocí vědeckých technik a metod, i když je prokazatelné, že tomu tak není.
Akademický archeolog John R. Cole se domníval, že většina pseudoarcheologů nerozumí tomu, jak funguje vědecké zkoumání, a že se místo toho domnívají, že jde o „jednoduchý, katastrofický souboj správných a nesprávných teorií“. Právě kvůli tomuto nepochopení vědecké metody je podle něj celý přístup pseudoarcheologů k jejich argumentům chybný. Dále tvrdil, že většina pseudoarcheologů neuvažuje o alternativních vysvětleních k těm, která chtějí propagovat, a že jejich „teorie“ jsou obvykle jen „představy“, které nemají dostatek podpůrných důkazů, aby mohly být považovány za „teorie“ ve vědeckém, akademickém smyslu slova.
Pseudoarcheologové, kterým běžně chybí vědecké důkazy, obvykle používají jiné formy důkazů na podporu svých argumentů. Často například využívají „zobecněných kulturních srovnání“, kdy berou různé artefakty a památky z jedné společnosti a zdůrazňují podobnosti s artefakty a památkami jiné společnosti, aby podpořili závěr, že obě společnosti měly společný zdroj – typicky starověkou ztracenou civilizaci, jako je Atlantida, Mu, nebo mimozemský vliv. Tím jsou různé artefakty nebo památky zcela vytrženy z původního kontextu, což je pro akademické archeology, pro které je kontext nesmírně důležitý, něco nepřijatelného.
Další formou důkazů, kterou používá řada pseudoarcheologů, je interpretace různých mýtů jako odrazu historických událostí, ale přitom jsou tyto mýty často vytrženy z jejich kulturního kontextu. Například pseudoarcheolog Immanuel Velikovsky tvrdil, že mýty o stěhování národů a válečných bozích středoamerické aztécké civilizace představují kosmickou katastrofu, k níž došlo v 7. a 8. století př. n. l. To kritizoval akademický archeolog William H. Stiebing Jr, který poznamenal, že takové mýty se vyvinuly až ve 12. až 14. století n. l., tedy dvě tisíciletí poté, co Velikovskij tvrdil, že k těmto událostem došlo, a že samotná aztécká společnost se v 7. století př. n. l. ještě ani nerozvinula.

### Opozice vůči archeologickému establishmentu
Pseudoarcheologové se obvykle prezentují jako outsideři, kteří čelí mnohem většímu archeologickému establishmentu. Často používají jazyk, který akademiky znevažuje a odmítá je jako málo podnikavé, trávící veškerý čas v zaprášených knihovnách a odmítající zpochybňovat ortodoxie establishmentu, aby nepřišli o práci. V některých extrémnějších příkladech pseudoarcheologové obviňují akademické archeology z toho, že jsou členy rozsáhlého spiknutí, jehož cílem je skrýt před veřejností pravdu o historii. Když akademici zpochybňují pseudoarcheology a kritizují jejich teorie, mnozí pseudoarcheologové to považují za další důkaz, že jejich vlastní názory jsou správné a že jsou členy tohoto akademického spiknutí jednoduše potlačovány.
Významný anglický archeolog Colin Renfrew připustil, že archeologický establishment je často „ustálený a odolný vůči radikálním novým myšlenkám“, ale že to není důvod, proč jsou pseudoarcheologické teorie akademiky přímo odmítány. Garrett G. Fagan to rozvedl a poznamenal, že v akademické archeologické komunitě „nové důkazy nebo argumenty musí být důkladně prověřeny, aby byla zajištěna jejich platnost ... a dlouholeté, dobře zakořeněné pozice budou vyžadovat značné úsilí a obzvláště přesvědčivé údaje, aby byly vyvráceny“. Fagan poznamenal, že pseudoarcheologické teorie jednoduše nemají dostatek důkazů, které by je podpořily a umožnily jejich přijetí archeology.
Naopak mnozí pseudoarcheologové se sice kritizují akademický archeologický establishment, ale zároveň se snaží získat podporu lidí s akademickým pověřením a příslušností. Někdy citují historické a ve většině případů již mrtvé akademiky, aby podpořili své argumenty; například prominentní pseudoarcheolog Graham Hancock ve své zásadní knize Fingerprints of the Gods (1995) opakovaně uvádí, že významný fyzik Albert Einstein se kdysi pozitivně vyjádřil k hypotéze o posunu pólů, teorii, která byla akademickou obcí opuštěna, ale kterou Hancock podporuje. Jak však poznamenal Fagan, skutečnost, že Einstein byl fyzik, a nikoli geolog, Hancock ani nezmiňuje, stejně jako fakt, že poznání deskové tektoniky (které posun zemské kůry vyvrátilo) vyšlo najevo až po Einsteinově smrti.

### Nacionalistické motivace
Pseudoarcheologie může být motivována nacionalismem (např. nacistická archeologie, využívající kulturní nadřazenost starověké árijské rasy jako základní předpoklad k ustanovení Germánů jako potomků původní árijské „panské rasy“) nebo snahou dokázat určitou náboženskou (např. inteligentní design), pseudohistorickou, politickou nebo antropologickou teorii. V mnoha případech je stanoven apriori závěr a terénní práce jsou prováděny výslovně za účelem detailního potvrzení teorie. Podle archeologa Johna Hoopese (v časopise Society for American Archaeology) „pseudoarcheologie aktivně podporuje mýty, které jsou běžně používány ve službách nadřazenosti bílé rasy, rasového nacionalismu, kolonialismu a vyvlastňování a útlaku původních obyvatel“.
Archeologové odlišují svůj výzkum od pseudoarcheologie poukazováním na rozdíly v metodologii výzkumu, včetně rekurzivních metod, falzifikovatelných teorií, vzájemného hodnocení a obecně systematického přístupu ke sběru dat. Ačkoli existuje ohromné množství důkazů o kulturních souvislostech, které informují lidové tradice o minulosti, objektivních analýz lidové archeologie – z antropologického hlediska jejich kulturních souvislostí a kulturních potřeb, na které reagují – bylo poměrně málo. V tomto duchu však Robert Silverberg umístil mormonské využití kultury stavitelů mohyl do širšího kulturního kontextu a cestu Madoca a „velšských indiánů“ zasadil do jejích měnících se a vyvíjejících se sociohistorických souvislostí Gwyn Williams.

### Náboženské motivace

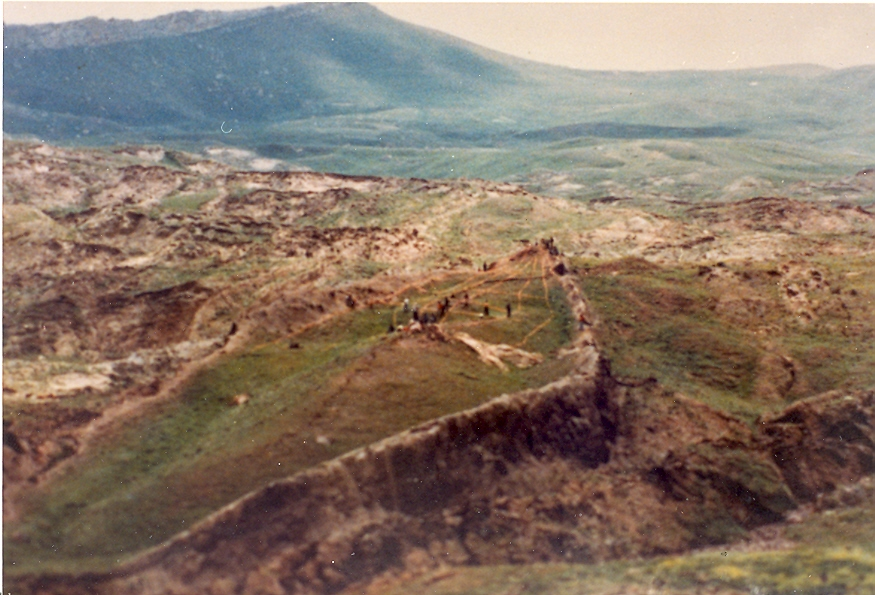
Údajné místo přistání Noemovy archy u Dogubayazitu v Turecku, 27 km jižně od hory Ararat.

Mezi nábožensky motivované pseudoarcheologické teorie patří teorie mladé Země některých židovsko-křesťanských fundamentalistů. Ti tvrdí, že Země je stará 4 000–10 000 let, přičemž se údaje liší v závislosti na zdroji. Někteří hinduističtí pseudoarcheologové se domnívají, že druh Homo sapiens je mnohem starší než 200 000 let. Archeolog John R. Cole takové názory označuje za „kultovní archeologii“ a považuje je za pseudoarcheologické. Dále uvádí, že tato pseudoarcheologie má „mnoho atributů, příčin a důsledků náboženství“.
Konkrétnějším příkladem náboženské pseudoarcheologie je tvrzení Rona Wyatta, že objevil Noemovu archu, hroby Noema a jeho ženy, polohu Sodomy a Gomory, Babylonskou věž a řadu dalších významných míst. Nepředložil však dostatečné důkazy, které by zapůsobily na biblisty, vědce a historiky. Např. Answers in Genesis v rámci své kreacionistické služby propaguje mnoho pseudovědeckých představ.

## Popis
Pseudoarcheologie může být praktikována záměrně nebo nezáměrně. Archeologické podvody a mystifikace jsou považovány za úmyslnou pseudoarcheologii. Pravé archeologické nálezy mohou být ale také neúmyslně přeměněny na pseudoarcheologii prostřednictvím nevědecké interpretace. (např. konfirmační zkreslení)
Árijský nadřazený pohled na dějiny se v pseudoarcheologii Blízkého východu zasadil o vybudování pseudohistorie babylónské děvky, která je v rozporu se semitským pohledem na židovsko-křesťanské a biblické dějiny, což vedlo k podvodům s klínovými tabulkami, neboť hliněné tabulky se obtížně datují. „V roce 1904, v počátečním období sběratelství klínopisných tabulek, J. Edgar Banks, mezopotámský badatel a obchodník s tabulkami, odhadoval, že téměř 80 % tabulek nabízených k prodeji v Bagdádu jsou padělky. V roce 2016 generální ředitel pro starožitnosti a muzea v Sýrii uvedl, že přibližně 70 % zabavených artefaktů v zemi jsou padělky“.
Zejména v minulosti, ale i v současnosti, byla pseudoarcheologie motivována rasismem, zejména když bylo základním záměrem bagatelizovat nebo popřít schopnosti nebělošských národů dosáhnout významných úspěchů v astronomii, architektuře, sofistikované technologii, starověkém písmu, mořeplavbě a dalších úspěších obecně označovaných za důkaz „civilizace“. Rasismus mohou naznačovat pokusy přisuzovat starověká naleziště a artefakty spíše ztraceným kmenům, předkolumbovským zaoceánským kontaktům nebo dokonce mimozemské inteligenci než inteligenci a vynalézavosti původních obyvatel.
Zastánci pseudoarcheologie často brojí proti akademickým archeologům a zavedeným vědeckým metodám a tvrdí, že konvenční věda přehlíží zásadní důkazy. Mohou se odvolávat na konspirační teorie, v nichž se „establishment“ podílí na potlačování těchto důkazů.
Boj proti zavádějícím „objevům“ pseudoarcheologie přivádí akademické archeology do svízelné situace, kterou Cornelius Holtorf popsal jako dilema, zda se snažit vyvracet alternativní přístupy „křižáckým“ přístupem, nebo se soustředit na lepší pochopení příslušných věd veřejností. Holtorf navrhl třetí, relativistický a kontextualizovaný přístup při identifikaci společenských a kulturních potřeb, které řeší archeologie i pseudoarcheologie, a při identifikaci zapojení materiálních pozůstatků minulosti v současnosti ve smyslu kritického porozumění a dialogu s „vícenásobnou minulostí“, jak to zkoumala Barbara Benderová u Stonehenge. Při prezentaci hledání pravdy jako procesu, nikoliv jako výsledku, cituje Holtorf Gottholda Lessinga:
| „                                             | Kdyby Bůh držel ve své pravici veškerou pravdu a v levici věčně aktivní podnět k hledání pravdy, i když s důsledkem věčného omylu, a žádal by mě, abych si vybral, pokorně bych vybral jeho levici a řekl: „Otče, dej, neboť čistá pravda je jen pro tebe!“ | “ |
| — Gotthold Ephraim Lessing, Eine Duplik, 1778 | |   |

„Archeologické čtení krajiny obohacuje zážitek z obývání nebo návštěvy místa,“ tvrdil Holtorf. „Tato čtení mohou být dobře založena na vědě, ale i nevědecké výzkumy přispívají k obohacení naší krajiny.“ Pro odpůrce lidové archeologie je otázkou, zda takové obohacení není klamné.
Participativní „veřejná“ nebo „komunitní“ archeologie nabízí řízené zapojení.

## V historii
- V polovině 2. století připravili ti, kteří byli odhaleni Lukianovým sarkastickým spisem „Alexandr falešný prorok“, archeologický „nález“ v Chalkédónu, aby připravili veřejnost na údajnou věštírnu, kterou plánovali zřídit v Abonoteichu v Paflagonii:

| „              | V Apollónově chrámu, který je v Chalkédónu nejstarší, zakopali bronzové tabulky, na nichž stálo, že se Asklépios se svým otcem Apollónem velmi brzy přestěhuje do Pontu a usadí se v Abonoteichu. Příhodný nález těchto tabulek způsobil, že se tato pověst rychle rozšířila po celé Bithýnii a Pontu, a do Abonoteichu se dostala dříve než kamkoli jinam. | “ |
| — Pearse, 2001 | |   |

- V opatství Glastonbury v roce 1291, v době, kdy král Eduard I. chtěl zdůraznit své „anglikánství“, byl učiněn šťastný objev: rakev krále Artuše, neomylně identifikovaná nápisovou deskou. Artuš byl v Glastonbury znovu pohřben při velkolepém obřadu za účasti krále a královny.

## Příklady

### Nacionalistická motivace
- Tvrzení, že stavitelé mohyl byli dávno zaniklým nepůvodním americkým národem, o němž se předpokládá, že pocházel z Evropy, Blízkého východu nebo Afriky.[27][28]
- Kensingtonský runový kámen v Minnesotě, který měl dokazovat prvenství severských Vikingů při objevování Ameriky.
- Nacistická archeologie, Společnost Thule a expedice vyslané Ahnenerbe, aby zkoumaly existenci mytické árijské rasy. Příkladem může být výzkum Edmunda Kisse v Tiwanaku.
- Projekt bosenských pyramid, který předpokládal, že několik kopců v bosenském Visoko jsou starověké pyramidy.
- Teorie britských izraelitů, že na kopci Tara v Irsku se nacházela Archa úmluvy. Kopec vykopali ve snaze dokázat, že Irové byli součástí ztracených izraelských kmenů.
- Piltdownský člověk
- Neolitická hyperdifuze z Egypta, která je zodpovědná za ovlivnění většiny hlavních starověkých civilizací světa v Asii, na Blízkém východě, v Evropě a zejména u starověkých indiánů. Patří sem i alternativní spekulace o původu Olméků.
- Srbocentrická tvrzení Jovana I. Deretiće ve starověkých dějinách Starého světa.
- Rumunský protochronismus využívá také pseudoarcheologické interpretace (další informace viz tabulky z Tărtărie, dako-rumunská hypotéza Rohoncova kodexu nebo olověné desky ze Sinaie.
- Teorie, že Nový Zéland neosídlili Maorové, ale předpolynéská rasa obrů.[29]

### Náboženská motivace
- Opakovaná tvrzení o objevu Noemovy archy na hoře Ararat nebo v sousedních pohořích.
- Používání pochybných artefaktů, jako je kámen z Grave Creek, kámen z Los Lunas Decalogue, nebo michiganské relikvie, které představují důkaz přítomnosti předkolumbovské semitské kultury v Americe.
- Tvrzení New Age o Atlantidě, Lemurii a dávných „kořenových rasách“ vycházejí ze spisů autorů, jako byla teosofka a okultistka 19. století Helena Petrovna Blavatská.
- Mayové a fenomén roku 2012.
- Popírání vědeckých datovacích technik ve prospěch kreacionismu mladé Země.

### Obecně
- Archeologický zájem o Pedra da Gávea
- Práce starších autorů 19. a počátku 20. století, jako jsou Ignatius L. Donnelly, Augustus Le Plongeon, James Churchward a Arthur Posnansky.
- Práce pozdějších autorů, jako jsou Giorgio A. Tsoukalos, Erich von Däniken, Barry Fell, Zecharia Sitchin, Robert Bauval, Frank Joseph, Graham Hancock, Colin Wilson, Michael Cremo, Immanuel Velikovsky a David Hatcher Childress.
- Ztracené kontinenty, jako je Atlantida, Mu, Kumari Kandam nebo Lemurie, které jsou zpochybňovány hlavním proudem archeologů a historiků jako nedostatečně podložené kritickými fyzickými důkazy a obecně historicky nevěrohodné.
- Teorie starověkého astronauta týkající se mayského vládce Pacala II.
- Spekulace o předkolumbovském kontaktu mezi Egyptem a Mayi.
- Spekulace badatelů v oblasti paranormálních jevů, že abnormální lidská lebka propagovaná jako „lebka hvězdného dítěte“ byla produktem mimozemsko-lidského křížení nebo mimozemského genetického inženýrství, přestože důkazy DNA prokazují, že lebka patřila anatomicky modernímu lidskému dítěti, které pravděpodobně trpělo hydrocefalem.

### Mayové
Mnoho aspektů mayské civilizace inspirovalo pseudoarcheologické spekulace. V Mexiku může tato historie do oblasti přivést více lidí, což zase přináší více peněz pro danou oblast, které mayské národy obvykle nedostávají. Mnoho příkladů pseudoarcheologie týkající se mayské civilizace lze nalézt v literatuře, umění a filmu. Mnohé z nich se týkají fenoménu roku 2012 a mayského kalendáře. Často se označují jako mayanismus, což je soubor názorů New Age o Mayích a mayském náboženství a/nebo spiritualitě. Jak již bylo řečeno, mayská kultura je předmětem archeologie již dlouho. Archeologové objevili důkazy, které prohloubily naše znalosti o minulosti. K některým z nich patří kamenné rytiny v Tikalu, které ukazují nejstarší příběhy Sihyaje Chana Kʼawiila II. a materiály získané v Chichén Itzá. To je jen několik z mnoha objevů, které archeologové učinili, a díky leteckým průzkumům, mapování tunelů a virtuální realitě jsme téměř složili dohromady, jak mohl vypadat život starých Mayů.

#### Příklady pseudoarcheologie související s Mayi
Známým příkladem mayské pseudoarcheologie je rozpad Kʼinicha Janaabʼ Pakala a jeho pohřeb. Pseudoarcheologové důkladně promluvili o nálezu víka Pakalova sarkofágu a o odpovědích, které získali jeho studiem. Autor pseudoarcheologie Maurice Cotterell o tom píše ve své knize The Supergods. Jedním z hlavních lákadel tohoto materiálu pro Cotterella a další pseudoarcheology je, že starověcí Aztékové a Mayové disponovali znalostmi, které přesahují naši představivost. Od schopnosti „vzlétat v kosmických lodích“ až po zacházení se složitými čísly a rovnicemi, tito lidé disponovali „božskou inteligencí“. jejich největší studium a odpověď přinesla analýza mayského kalendáře a nalezení korelací s naším Sluncem a Zemí. Uvádí, že „se (Slunce, Země, mayský kalendář) přibližují k sobě každých 260 dní, to souhlasilo s jeho podezřením, že mayský systém číslování souvisí se slunečními magnetickými cykly.“ Je důležité poznamenat, že jeho tvrzení nepodporují žádní odborníci a jeho závěry jsou založeny na nedostatečných důkazech. Cotterellova práce spadá do kategorie pseudoarcheologie, protože uvádí své vlastní nevědecké interpretace, avšak bez jakéhokoli vědeckého posouzení nebo kritické analýzy profesionálními archeology.
Dalším příkladem pseudoarcheologie v mayské civilizaci jsou závěry získané studiem mayského kalendáře. Zdá se, že kalendářní kolo bylo založeno na dvou překrývajících se ročních cyklech: 260denním posvátném roce a 365denním světském roce, který pojmenovával 18 měsíců po 20 dnech. Jakmile fenomén roku 2012 získal popularitu, svět ztratil skutečná fakta, která se za ním skrývala. Mayský kalendář zahrnoval také tzv. dlouhé počty, ty byly vytvořeny tehdejšími kněžími a jeden cyklus trval 5 126 slunečních let. Od doby, kdy byl vytvořen, připadl konec slunečních let na 21. prosince 2012. Starobylé hieroglyfy z Tortuguera ukazovaly, že až tento cyklus skončí, přijde Bolon Yokte, mayský bůh stvoření a války. Někteří pseudoarcheologové to pochopili tak, že nastane konec světa, a začali se touto myšlenkou řídit. Četní mayští badatelé, jako například Sven Gronemeyer, tehdy tvrdil, že je více než pravděpodobné, že zvítězí strana stvoření a Bolon přinese nový Dlouhý počet, který přinese Mayům rozkvět.
Kamenné rytiny v Tikalu, které byly pro archeology velice důležité, aby mohli „obnovit“ historii, byly pseudoarcheology také použity k fabulaci minulosti. Ve skutečnosti byly tyto rytiny záznamem příběhů a historie více než třiceti dynastických vládců. Někteří pseudoarcheologové však tvrdí, že tyto rytiny jsou od dávných mimozemšťanů. Tato tvrzení se nezakládají na pravdě a jsou jen zavádějícími interpretacemi. Když byla tato tvrzení na počátku 90. let 20. století vyvrácena, nastal prudký rozvoj turistiky. V tomto případě pseudoarcheologie upoutala pozornost lidí více než skutečná historie.
Chichén Itzá bylo dlouhou dobu důležitým základem archeologie v Mexiku. V průběhu několika posledních let se objevilo mnoho divokých tvrzení pseudoarcheologů. Byla nalezena chodba pod pyramidou Kukulkan, která je součástí Chichén Itzá, a právě kolem ní se soustřeďuje mnoho pseudoarcheologických tvrzení. Panuje např. přesvědčení, že tato chodba vedla a stále vede přímo do podsvětí. Existuje mnoho možností, k čemu mohla sloužit, ale neexistují žádná fakta, která by toto tvrzení potvrzovala. Mnoho odborníků v oboru, včetně Guillerma de And, podmořského archeologa, který vedl několik expedic za účelem odhalení mayského vodního života, se domnívá, že chodba byla „tajným cenotem.“
Všechny tyto příklady mají mnoho společného. Typické je, že v jakýchkoli událostech souvisejících s pseudoarcheologií jsou skutečné události nebo akce překrouceny tak, aby zapůsobily na představivost lidí, kteří jsou v archeologii poměrně neznalí.

### Významné knihy
- Morning of the Magicians (Jitro kouzelníků)
- Erinnerungen an die Zukunft (Vzpomínky na budoucnost)
- Fingerprints of the Gods
- Forbidden Archeology
- From Atlantis to the Sphinx

### Významné televizní pořady a seriály
- In Search of... (1977–1982)
- The Mysterious Origins of Man (1996)
- Ancient Aliens (2010 – )
- America Unearthed (2012–2015, 2019–)
- The Curse of Oak Island (2014–)
- Legends of the Lost with Megan Fox (2018)

### Archeologické lokality a předměty, které jsou často předmětem pseudoarcheologických spekulací
- Pumapunku v Tiwanaku
- Kalasasaya v Tiwanaku
- Brána Slunce v Tiwanaku
- Polopodzemní chrám v Tiwanaku
- Stonehenge
- Chufuova pyramida
- Sfinx
- Etruština
- Velikonoční ostrov
- Teotihuacán
- Palenque
- Chichén Itzá
- Machu Picchu
- Göbekli Tepe
- Zorats Karer (arménské Stonehenge)
- Obrazce na planině Nazca
- Kamenné koule v Kostarice
- Čínské pyramidy
- Megalitické chrámy na Maltě
- Nan Madol
- Jonagunský podmořský výtvor
- Dogú
- Çatal Hüyük
- Čocka z Nimrudu
- Kámen Ingá
- Mechanismus z Antikythéry
- Terakotová armáda
- Mapa kapitána Piriho

## Reakce archeologické obce
Pseudoarcheologické teorie se staly terčem ostré kritiky akademických i profesionálních archeologů. Jednu z prvních knih, která se jimi přímo zabývala, napsal archeolog Robert Wauchope z Tulane University. Významný akademický archeolog Colin Renfrew vyjádřil názor, že je děsivé, že pseudoarcheologové zacházejí s archeologickými důkazy tak „frivolním a samoúčelným způsobem“, což podle něj banalizuje vážnou věc, jakou je studium původu člověka. Akademici jako John R. Cole, Garrett G. Fagan a Kenneth L. Feder tvrdili, že pseudoarcheologické interpretace historie byly založeny na senzacechtivosti, sebeklamu, chybné logice, vykonstruovaných nebo nesprávně interpretovaných důkazech, citátech vytržených z kontextu a nesprávných informacích. Fagan a Feder charakterizovali takové interpretace historie jako „protirozumové a protivědecké“, přičemž některé z nich byly „hypernacionalistické, rasistické a nenávistné.“ Mnozí pseudoarcheologové zase odmítali akademiky jako uzavřené a neochotné uvažovat o jiných teoriích, než jsou jejich vlastní.
Mnozí akademičtí archeologové tvrdili, že šíření „alternativních“ archeologických teorií je hrozbou pro chápání historie širokou veřejností. Fagan se zvláště ostře vyjadřoval o televizních pořadech, které široké veřejnosti předkládaly pseudoarcheologické teorie, a domníval se, že tak činí kvůli obtížím archeologické myšlenky dívákům předkládat srozumitelně a zajímavě. Renfrew se však domníval, že televizní manažeři, kteří tyto dokumenty zadávali, věděli, že jsou chybné, a že jejich natáčení a vysílání umožnili pouze v naději na „krátkodobý finanční zisk.“
Fagan a Feder se domnívali, že není možné, aby akademičtí archeologové úspěšně spolupracovali s pseudoarcheology, a poznamenali, že „s nerozumem se nelze domluvit.“ Vycházeli z vlastních zkušeností a domnívali se, že pokusy o dialog se stávají jen „potyčkami, v nichž se do popředí zájmu dostává odbornost a motivy kritika.“ Fagan tuto myšlenku zastával i jinde, když poznamenal, že polemizovat se zastánci pseudoarcheologických teorií je zbytečné, protože popírají logiku. Řekl, že mezi ně patřili i ti, „kteří otevřeně přiznávali, že nečetli ani slovo napsané vzdělaným egyptologem“, ale zároveň „tvrdili, jak je akademická egyptologie celá špatná, dokonce zlovolná.“[62]

### Konference a sborníky
Na setkání Society for American Archaeology v roce 1986 se její organizátoři Kenneth Feder, Luanne Hudsonová a Francis Harrold rozhodli uspořádat sympozium, které mělo zkoumat pseudoarcheologické názory z různých akademických hledisek, včetně archeologie, fyzické antropologie, sociologie, historie a psychologie.[63] Z tohoto sympozia vznikl sborník s názvem Cult Archaeology & Creationism: Understanding Pseudoarchaeological Beliefs about the Past (1987) (Kultovní archeologie a kreacionismus: Pochopení pseudoarcheologických názorů na minulost).
Na výročním zasedání Archaeological Institute of America v roce 2002 se konal workshop na téma pseudoarcheologie. Následně na něm byla vydána akademická antologie Archaeological Fantasies: How Pseudoarchaeology Misinterprets the Past and Misleads the Public (2006) (Archeologické fantazie: Jak pseudoarcheologie dezinterpretuje minulost a klame veřejnost), kterou editoval Garrett G. Fagan.
23. a 24. dubna 2009 sponzorovaly The American Schools of Oriental Research a Centrum pro židovská studia Dukeovy univerzity, spolu s (Duke) katedrou náboženství, (Duke) postgraduálním programem v oboru náboženství, Trinity College of Arts and Sciences Committee on Faculty Research a John Hope Franklin Humanities Institute konferenci s názvem „Archeologie, politika a média“, která se zabývala zneužíváním archeologie ve Svaté zemi k politickým, náboženským a ideologickým účelům. Důraz byl kladen na to, jak média informují o senzačních a politicky motivovaných archeologických tvrzeních, a na odpovědnost akademiků při reakci na ně.

### Inkluzivní postoje
Akademický archeolog Cornelius Holtorf se však domníval, že kritici „alternativních“ archeologií, jako byl Fagan, jsou vůči těmto teoriím „názorově vyhranění a povýšení“ a že takto pranýřované názory poškozují vnímání archeologů veřejností. Holtorf zdůraznil, že mezi akademickými a pseudoarcheologickými interpretacemi existují podobnosti, přičemž první z nich přebírá určitý vliv od druhého. Jako důkaz vyzdvihl archeoastronomii, která byla kdysi považována za hlavní součást okrajových archeologických interpretací, než ji převzali akademici. Poznamenal také, že někteří archeologičtí učenci, jako William Stukeley (1687–1765), Margaret Murrayová (1863–1963) a Marija Gimbutasová (1921–1994), byli vnímáni jako významné osobnosti jak pro akademické, tak pro pseudoarcheology. Dospěl k závěru, že mezi akademickými a „alternativními“ archeology by měl být zahájen konstruktivní dialog. Fagan a Feder na Holtorfovy názory podrobně reagovali tvrzením, že takový dialog není možný o nic víc než dialog mezi evolučními biology a kreacionisty nebo mezi astronomy a astrology: jeden přístup je vědecký, druhý je pavědecký.
Na počátku 80. let 20. století provedl Kenneth Feder průzkum mezi svými studenty archeologie. V dotazníku, který obsahoval 50 otázek, se 10 otázek týkalo archeologie a/nebo pseudovědy. Některá tvrzení byla racionálnější; svět je starý 5 miliard let a člověk vznikl evolucí. Otázky však zahrnovaly i takové problémy, jako že hrobka krále Tutanchamona po svém objevení skutečně zabila lidi a že existují pádné důkazy o existenci Atlantidy. Jak se ukázalo, někteří studenti, které Feder učil, vsadili na pseudovědecká tvrzení. Dvanáct procent z nich skutečně věřilo, že lidi na výpravě Howarda Cartera zabila staroegyptská kletba.

#### Akademické knihy
- Card, Jeb J. (2018). Spooky Archaeology: Myth and the Science of the Past. Albuquerque: University of New Mexico Press. ISBN 978-0-8263-5965-0.
- Cazeau, Charles J. (1979). Exploring the Unknown: Great Mysteries Reexamined. New York: Springer. ISBN 0-3064-0210-6.
- Garrett G. Fagan, ed. (2006). Archaeological Fantasies: How Pseudoarchaeology Misrepresents the Past and Misleads the Public. Abingdon, UK and New York: Routledge. ISBN 0-4153-0593-4.
- Feder, Kenneth. (2010). Frauds, Myths, and Mysteries: Science and Pseudoscience in Archaeology. London: McGraw Hill.
- Harrold, Francis B. and Raymond A. Eve, ed. (1995). Cult Archaeology and Creationism: Understanding Pseudoscientific Beliefs about the Past. Ames: University of Iowa Press. ISBN 0-8774-5513-9.
- Jeremy Sabloff, ed. (1982). Frauds, Myths, and Mysteries: Science and Pseudoscience in Archaeology. New York: W.H. Freeman and Company. ISBN 0-7167-1395-0.
- Williams, Stephen. (1991). Fantastic Archaeology: The Wild Side of North American Prehistory. Philadelphia: University of Pennsylvania Press. ISBN 0-8122-1312-2.
- Wallis, Robert J. (2003). Shamans/Neo-Shamans: Ecstasy, Alternative Archaeologies and Contemporary Pagans. London: Routledge.
- Wauchope, Robert. (1962). Lost Tribes & Sunken Continents; Myth and Method in the Study of American Indians. Chicago: University of Chicago Press. ISBN 0-2268-7635-7.
- White, Peter. (1974). The Past is Human. Sydney: Angus & Robertson. ISBN 0-2071-3067-1.

#### Pseudoarcheologické knihy
- Hancock, Graham (1995). Fingerprints of the Gods. New York: Doubleday. ISBN 978-0712679060
- Velikovsky, Immanuel (1950). Worlds in Collision. Garden City, New York: Doubleday. ISBN 978-1906833510
- Von Däniken, Erich (1968). Chariots of the Gods? Unsolved Mysteries of the Past. New York: Putnam. ISBN 9780285502567

#### Kapitoly z akademických knih
- Fagan, Garrett G. (2006a). „Preface“. In Garrett G. Fagan (ed.). Archaeological Fantasies: How Pseudoarchaeology Misrepresents the Past and Misleads the Public. Abingdon, UK and New York: Routledge. pp. xvii–xix.
- Fagan, Garrett G. (2006). „Diagnosing Pseudoarchaeology“. In Garrett G. Fagan (ed.). Archaeological Fantasies: How Pseudoarchaeology Misrepresents the Past and Misleads the Public. Abingdon, UK and New York: Routledge. pp. 23–46.
- Flemming, Nic (2006). „The Attraction of Non-Rational Archaeological Hypotheses: The Individual and Sociological Factors“. In Garrett G. Fagan (ed.). Archaeological Fantasies: How Pseudoarchaeology Misrepresents the Past and Misleads the Public. Abingdon, UK and New York: Routledge. pp. 47–70.
- Harrold, Francis B.; Eve, Raymond A. (1987). „Preface“. Cult Archaeology & Creationism: Understanding Pseudoarchaeological Beliefs about the Past. Iowa: University of Iowa Press. pp. ix–xii.
- Renfrew, Colin (2006). „Foreword“. In Garrett G. Fagan (ed.). Archaeological Fantasies: How Pseudoarchaeology Misrepresents the Past and Misleads the Public. Abingdon, UK and New York: Routledge. pp. xii–xvi.
- Schadla-Hall, Tim (2004). „The Comforts of Unreason: The importance and relevance of alternative archaeology“. In N. Merriman (ed.). Public Archaeology. London: Routledge Press. pp. 255–271.
- Sebastion, Tim (2001). „Alternative archaeology: has it happened?“. A Permeability of Boundaries?: New Approaches to the Archaeology of Art, Religion and Folklore. British Archaeological Reports. Oxford. pp. 125–135.
- Stiebing, William H., Jr. (1987). „The Nature and Dangers of Cult Archaeology“. Cult Archaeology & Creationism: Understanding Pseudoarchaeological Beliefs about the Past. Iowa: University of Iowa Press. pp. 01–10.
- Williams, S. (1987). „Fantastic archaeology: What should we do about it?“. Cult Archaeology & Creationism: Understanding Pseudoarchaeological Beliefs about the Past. Iowa: University of Iowa Press.

#### Články v akademických časopisech
- Cole, John R. (1980). „Cult Archaeology and Unscientific Method and Theory“. Advances in Archaeological Method and Theory. 3: 01–33.
- Fagan, Garrett G.; Feder, Kenneth L. „Crusading against straw men: an alternative view of alternative archaeologies: response to Holtorf“ (2005). S. 718–729. World Archaeology. 2006-12. Roč. 38, čís. 4, s. 718–729. DOI 10.1080/00438240600963528
- Feder, Kenneth L. „Irrationality and Popular Archaeology“. S. 525–541. American Antiquity. 1984-07. Roč. 49, čís. 3, s. 525–541. DOI 10.2307/280358.
- Holtorf, Cornelius. „Beyond crusades: how (not) to engage with alternative archaeologies“. S. 544–551. World Archaeology. 2005-12. Roč. 37, čís. 4, s. 544–551. DOI 10.1080/00438240500395813.
- Moshenska, Gabriel. „'The Bible in Stone': Pyramids, Lost Tribes and Alternative Archaeologies“. S. 5–16. Public Archaeology. 2008-03. Roč. 7, čís. 1, s. 5–16. DOI 10.1179/175355307X243672.

#### Populární archeologické články
- Daniel, R. (1977). „The forgotten milestones and blind alleys of the past“. Royal Anthropological Society News. 33: 03–06.
- Fagan, Garrett G. (2003). „Seductions of Pseudoarchaeology: Far Out Television“. Archaeology. 56 (3).

### Doporučená literatura
- Garrett G. Fagan, ed. (2006). Archaeological Fantasies. How Pseudoarchaeology Misrepresents the Past and Misleads the Public. London/New York: Routledge. ISBN 978-0415305938.
- Kenneth L. Feder, Encyclopedia of Dubious Archaeology: From Atlantis to The Walam Olum (Greenwood Publishing Group, 2010). ISBN 978-0-313-37918-5
- Robert Munro, Archaeology and False Antiquities (Methuen, 1905; G.W. Jacobs & Co., 1908). ISBN 978-1378713549
- Gregory, Timothy E., „Pseudoarchaeology“.
- Carroll, Robert Todd, „Pseudohistory“. The Skeptic's Dictionary.
- „The Territory of Pseudoarchaeology“ SFU museum of Archaeology and Ethnology.
- Feder, Kenneth L. , „Archaeological Institute hosts workshop session on Combating Pseudoarchaeology“. Skeptical Inquirer, May, 2002.
- West, John Anthony, „An Open Letter to the Editors of Archaeology“. Archaeology, May/June 2003.
- Zimmerman, Larry J., and Richard A. Fox, Jr., „Fantastic Archaeology“.
- „Street Prophets: Pseudo-Archaeology“ O využívání podvodů prostřednictvím pseudoarcheologie
- „Bad Archaeology“ Keith Fitzpatrick-Matthews a James Doeser poskytují zdroje pro vyvrácení tvrzení pseudoarcheologie..